# Javier Artero López
Javier Artero López (Madrid, 16 de abril de 1975) es un exfutbolista español. Jugaba en la posición de interior derecho.

## Trayectoria
Formado en la cantera del Real Madrid, jugó para el CDC Moscardó, el Real Madrid C y el CD Leganés, antes de fichar con el Málaga CF en 1997. Esa temporada sería parte del grupo que consiguió el ascenso a la Segunda División.
Pasó al CD Badajoz en 1998.
A la inversa de lo que era la tendencia de la época, Artero cambió España por Argentina en 1999 cuando se incorporó a San Lorenzo de la Primera División. Jugó en el torneo local y en la Copa Mercosur.
En marzo de 2000 fue cedido a préstamo al equipo brasileño Botafogo, pero unos meses después retornó a Europa, esta vez para jugar en el Dundee FC de Escocia.
En agosto de 2002, mientras se preparaba para iniciar su tercera temporada con el equipo escocés, le diagnosticaron esclerosis múltiple, lo que finalmente lo motivaría a retirarse de la práctica profesional del fútbol. Escribió el libro Vivir con esclerosis múltiple para contar su experiencia de padecer de esa enfermedad neurológica.
Actualmente es el presidente del CDC Moscardó y colabora en Real Madrid TV.

## Clubes
| Club                   | País      | Año       |
| ---------------------- | --------- | --------- |
| CDC Moscardó           | España    | 1993-1995 |
| Real Madrid C          | España    | 1995-1996 |
| CD Leganés             | España    | 1996-1997 |
| Málaga CF              | España    | 1997-1998 |
| CD Badajoz             | España    | 1998-1999 |
| San Lorenzo de Almagro | Argentina | 1999-2000 |
| Botafogo               | Brasil    | 2000      |
| Dundee FC              | Escocia   | 2000-2002 |